# Jōkamachi

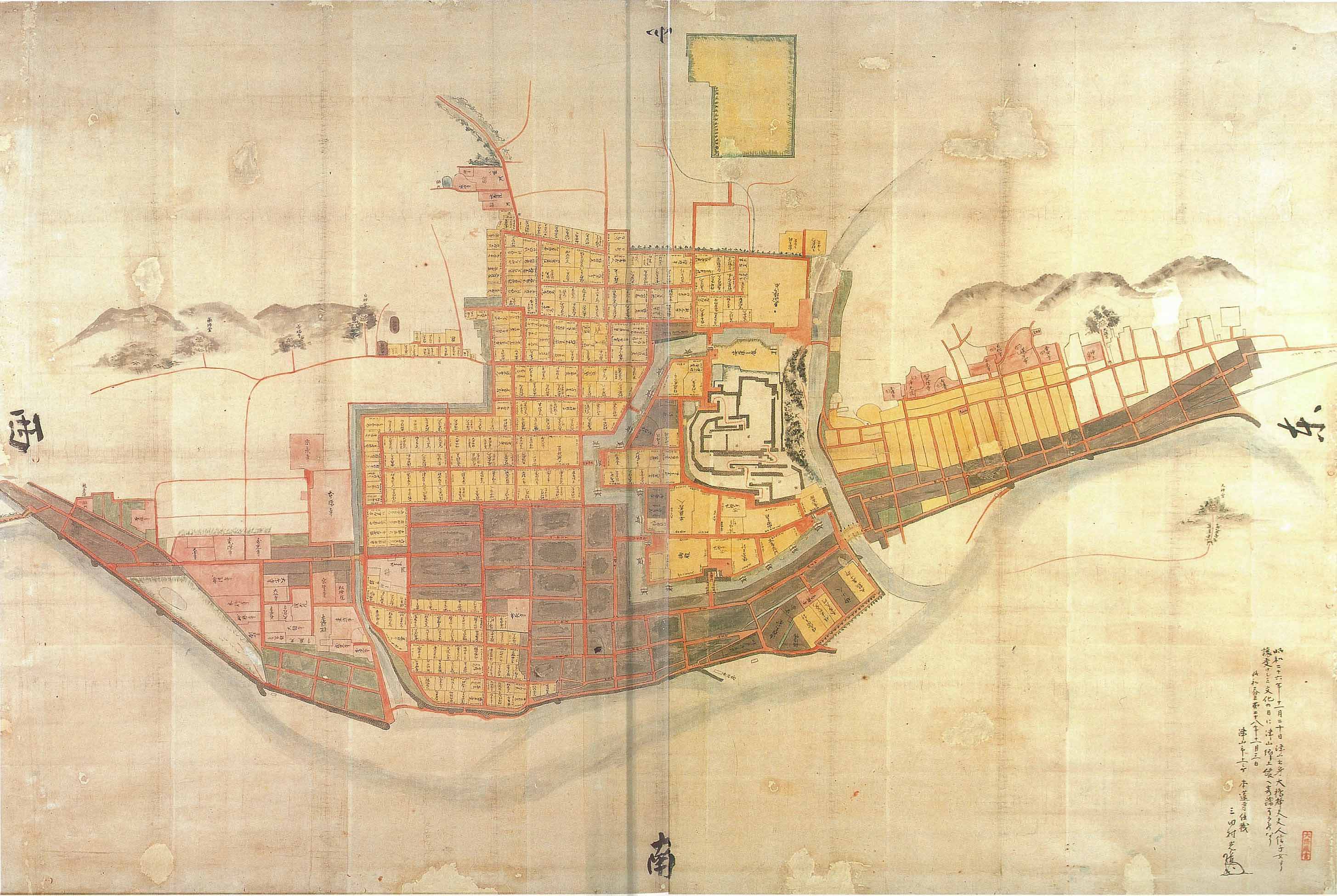
Desenho de um Jokamachi em Tsuyama, 1700. À direita encontra-se o castelo daimyo.

Jōkamachi (城下町, lit. "cidade abaixo do castelo" ou "castelo cidade") eram cidades que serviam como centro administrativo dos domínios feudais durante o período Edo do Japão. Ao contrário do que o seu nome indica, nem todos os Jokamachi estão junto a um castelo.